# 湯浅御坊道路

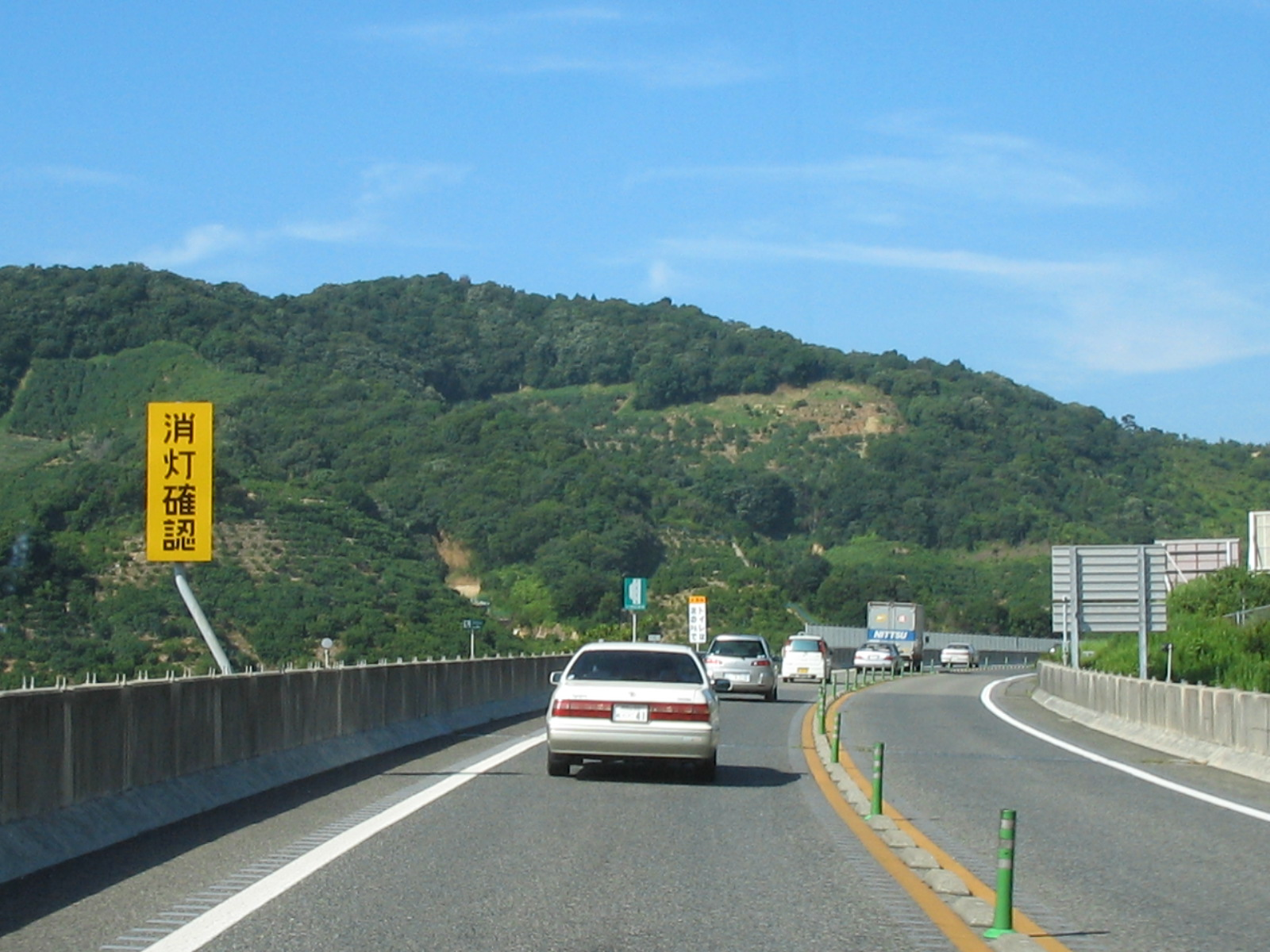
上り線広川インターチェンジ付近
（写真は2車線時代）

湯浅御坊道路（ゆあさごぼうどうろ）は、和歌山県御坊市野口から和歌山県有田郡有田川町天満を結ぶ自動車専用道路（高規格幹線道路）である。近畿自動車道紀勢線（阪和自動車道）に並行する一般国道42号自動車専用道路として整備された。

## 概要
NEXCO西日本が一般有料道路として管理している。一般有料道路であるが、ETCの通勤割引が適用される。
当初は日本道路公団が1990年（平成2年）に施行命令を受けて、完成2車線で建設された。
しかし、近年は南紀白浜方面の往来車両が観光業の発展と共に増加し、度重なる渋滞が問題視されていた。そのため、2010年（平成22年）に4車線化の都市計画が決定し、2013年（平成25年）に事業化され、2021年（令和3年）12月18日に4車線化された。また、4車線化事業に合わせて川辺ICのフルインター化も同日に供用されている。
阪和自動車道に並行していて事実上一部区間となっているため、一般的には和歌山方面が上り線、白浜方面が下り線となる。また、インターチェンジ番号についても、阪和自動車道に合わせて終点の有田ICから起点の御坊ICに向かって番号が振られている。

### 路線データ
- 起点 : 和歌山県御坊市野口
- 終点 : 和歌山県有田郡有田川町天満
- 路線延長 : 19.4 km
- 道路規格 : 第1種第3級普通道路
- 設計速度 : 80 km/h
- 車線数 : 完成4車線（開通当時は完成2車線[注釈 1]）
- 幅員 : 7.0 m（片側3.5 m）

## 道路の位置関係
近畿自動車道紀勢線
（大阪・和歌山方面） - E26 / E42 阪和自動車道 - E42 ※湯浅御坊道路 - E42 阪和自動車道 - E42 紀勢自動車道 - E42 ※すさみ串本道路 - E42 ※串本太地道路 - E42 ※那智勝浦新宮道路 - E42 ※新宮道路 - E42 ※新宮紀宝道路 - E42 ※紀宝熊野道路 -E42 ※熊野道路 - E42 ※熊野尾鷲道路 - E42 紀勢自動車道 - （津・名古屋方面）
※は並行する一般国道自動車専用道路を示す。

## インターチェンジなど
（阪和自動車道 和歌山方面） - 有田IC - 有田南IC - 吉備湯浅PA - 湯浅IC - 広川IC - 広川南IC - 川辺IC - 御坊IC - （阪和自動車道 白浜方面）

## 歴史
- 1990年（平成2年）4月6日 : 施行命令。
- 1991年（平成3年）12月20日 : 基本計画決定。
- 1994年（平成6年）
  - 7月11日 : 吉備IC（現・有田IC） - 広川IC間開通。
  - 12月21日 : 吉備南IC（現・有田南IC）、吉備湯浅PA供用開始。
- 1996年（平成8年）3月30日 : 広川IC - 御坊IC間開通により全線開通。
- 2003年（平成15年）12月14日 : 御坊IC - みなべIC間開通に伴い御坊ICで阪和自動車道と接続。
- 2004年（平成16年）10月16日 : 広川南IC供用開始。
- 2007年（平成19年）11月3日 : 吉備ICを有田ICに、吉備南ICを有田南ICにそれぞれ改称[3]。
- 2010年（平成22年）11月24日 : 4車線化の都市計画決定。
- 2013年（平成25年）
  - 6月11日 : 有田IC - 御坊IC間の4車線化工事について国土交通省より事業許可を受ける[4]。
  - 6月22日 : 4車線化事業 着工式[5]。
- 2021年（令和3年）12月18日 : 有田IC - 御坊IC間4車線化[2]。これにより全線4車線化[2]。川辺IC（御坊方面出入口）供用開始[2]。